# Infiltração (militar)

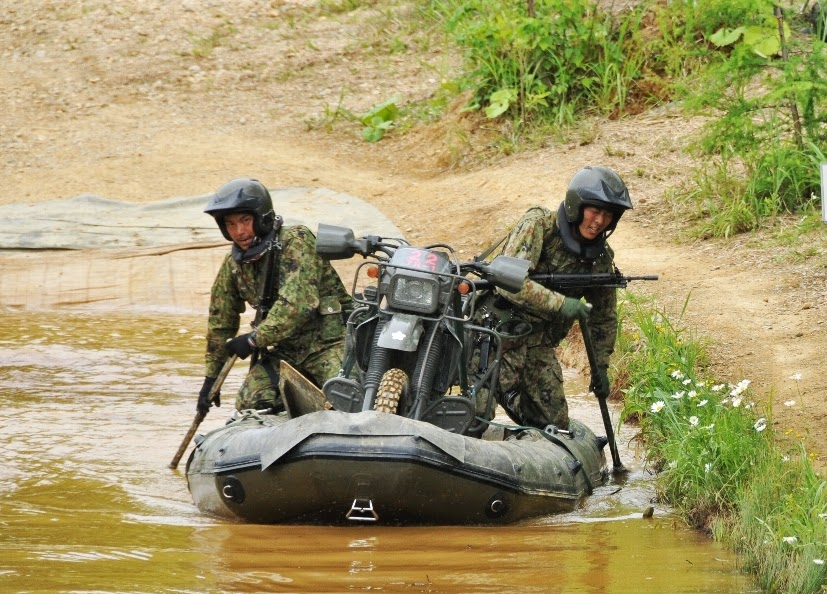
Soldados japoneses especializados em infiltração.

A infiltração é uma técnica de movimento e operação táctica que consiste na passagem de forças, feita em segredo, através de posições inimigas ou sobre estas (meios aéreos) com a finalidade de atingir as retaguardas inimigas e, depois de reunidas, lançar um ataque coordenado.
Uma acção de infiltração destina-se a colocar uma força poderosa na retaguarda inimiga sem que o adversário de tal aperceba-se, e, para isso, é fundamental a obtenção da surpresa. Trata-se de uma operação difícil, que exige disponibilidade de tempo, boas informações sobre a situação e um planeamento muito cuidadoso. É facilitada pela existência de terreno ou deficientes condições de visibilidade que limitem a observação e vigilância inimiga.
Esse tipo de operação é difícil de coordenar e controlar. Uma vez iniciada a operação, é muito difícil (normalmente impossível) alterar os planos elaborados. As comunicações são muito restringidas para evitar a detecção da força de infiltração, o que dificulta as acções de coordenação e controlo. Para tal, são estabelecidas medidas como as linhas de infiltração a ser seguidas pelos grupos de infiltração, o estabelecimento de pontos de referência para ajudar a manter a força na linha de infiltração e linhas de fase para coordenar o ritmo do movimento dos grupos de infiltração. Como os grupos de infiltração destinam-se a ser reunidos para constituir uma força de ataque, também são estabelecidas as medidas de coordenação e controlo normais do ataque.
Este tipo de operações foi utilizado pela primeira vez pelo general russo Aleksei Brusilov e depois copiadas pelas Stosstruppen do exército alemão em 1917, durante a Primeira Guerra Mundial. As táticas de infiltração também foram chamadas de "táticas de Hutier", após o general Oskar von Hutier tê-las utilizado com êxito durante a Ofensiva da Primavera, em Março de 1918. Foram também muito utilizadas nas guerras do Vietnam, assim como noutros teatros de operações, especialmente na guerra de guerrilhas.